# いちご姫
いちご姫（いちごひめ）は、タレント、アイドル、歌手、マジシャン、MC。日本いちご協会会長。

## 来歴・人物
自称「いちご王国出身・大阪府貝塚市育ち」。父は「いちごパフェ」、母は「さち子」。既婚者。2012年5月20日韓国にて挙式、同年6月15日入籍。放送作家・新野新が校長を務めた21芸能学園の出身であり「新野新の弟子」であることを公言している。下記の通り、歌手活動その他必要時には「いちごダンサーズ」を従え「いちご姫withいちごダンサーズ」として活躍中。また、芸能界に広い人脈を持っていることからキャスティングの依頼を受けることもある。
父親はカンツォーネが専門のクラシック歌手であり現在は大学教授を務めている。実家には家屋が複数棟ある。また、単身上京したいちご姫に毎月50万円の仕送りのほかに、いちごグッズを買う為だけにクレジットカードが渡されていたことがある。
呼称は「いっちー」または「姫」。インターネットTVのGyaO内では「出落ち姫（おっちー、でおっちー）」「ティ○ポひめ」と呼ばれたこともある。自称は通常の会話では「あっし」を使用していたが、2010年頃には「いっちー」を多用するようになった。また、テレビショッピング番組などで放送コードの都合上「○○姫」という名前が使用できない場合は「姫野いちご」を名乗ることもある。
プロフィールは「血液型 いちごジャム型」「好きな言葉 一期一会」などと、全ていちご絡み。年齢もいちごにちなみ、永遠の15歳。バレンタインデー（2月14日）やホワイトデー（3月14日）も「いちご(15)イヴの日」と言っている。会話中、語尾に「○○いちご」「○○ストロベリー」をつける。韓国語でも語尾に「○○いちご」に相当する表現をつけることが可能である（「○○タルギ（딸기）」）。趣味のいちごグッズ集めは自宅に約3000点、実家に約1万点のアイテムがあり、総額2000万円以上になる。
いちごが好きなだけではなく詳しい。日本いちご協会の会長としていちご検定の問題作成に参画している。また、いちごを食べて何の品種かを当てる「利き苺」も得意である。
毎年1月〜4月を中心とする苺狩りシーズンには、多い時には週2、3回のペースで友人タレントらとともに苺狩りに出かけている。1日の苺狩りで苺農家を4、5軒回ることもある。苺狩りの際、メンバーが苺をデザインした「いちご帽子」をかぶることが特徴である。なお、「いちご帽子」は母さち子の手作りであり、ファンへの代表的な物販品である。ライブでは「いちご帽子」をかぶるよう、ファンに呼びかけている。
言語は日本語のほか、初級レベルの韓国語会話が可能である。友人のタレント森崎まみ等とともに、定期的に韓国人との交流会にも参加している。
普通自動車免許を所持している。
母さち子が海外旅行を趣味としているため、年に数回これに同行して海外旅行している。その際、現地で本格的なエンターテイメントを視察することが多い。また、自らからも少なくとも二ヶ月に1回程度は韓国に出かけている。ただし、一人旅は好まず、リスクヘッジのため必ず友人・知人を同行させている。
上述のように海外の本格的エンターテイメントに触れることが多いことからマジックに関する興味があり、2010年からライブでマジックを披露するなどマジシャンとしての仕事も受けるようになった。マジック専用の鳩も飼育している（愛称：いちごチャーミング、いちごセロ）。2011年にはマジシャンとしての活動を本格化し、ショーパブである麻布十番「リトモ・ディ・ブリブリ・ブッスン」、六本木「That's Entertainment SHANK」で準レギュラーのマジシャンとして活動している。さらに、週1日、自らのマジック・バー「Starwberry Magic Bar」を六本木で展開している。
もともとはいわゆる「不思議ちゃん」的なギミックを通してきたが、GyaOジョッキーなどにおいては、大阪弁によるツッコミキャラを通している。本人は機会あるごとに「アキバの上沼恵美子」を目指していると述べている。また、舞台衣装は今いくよ・くるよ師匠のものを参考にしている。芸能の基礎を関西で学んだものの、少なくともオモテ芸として下ネタは好まない。過去に「姫始め」という言葉の意味を知らず、ある友人から「姫始め済んだ？」と尋ねられ「いっちーは（姫だから）毎日が姫始め〜」と答えてしまったが、後に言葉の意味を知って、その友人に赤面しながら抗議の電話をしたとGyaOジョッキーの番組中述べている。
「ヘルニア・アイドル」（呼称「ヘルニー」）としても知られている。二ヶ所のヘルニアを患っており、TV番組やライブ中、動かないことがある。荻上トモがヘルニアを発症した際、電話で症状を聞いただけでヘルニアであると断定している。その際、「一生治らへんで。」と述べたことは当時荻上トモの格好のMCネタとなっていた。
タレント活動中はカラーコンタクトレンズを愛用している。裸眼は近視である。私生活では眼鏡を愛用している。ピアスの穴は一切開けていない。食料など体内に取り込むものに対しては潔癖症であり、水道水で米を研ぐことも避けている。米を炊く際には無洗米をミネラルウォーターで炊いている。しかし、部屋の整理ができていないことなどについては必ずしも神経質ではない。
2004年にタレント・AV女優のきこうでんみさとコンビを組みM-1グランプリに出場し、1回戦を突破している。
いちごダンサーズのメンバーには、「いちご○○」という「いちごネーム」が付与される。TVやラジオに出演した際、他の出演者を臨時にダンサーズメンバーとし、「いちごネーム」を付与することもある。代表的なものとして聴取率調査週間中の2006年4月13日、ラジオ番組『ナインティナインのオールナイトニッポン』で、岡村隆史に「いちごモンブラン」、矢部浩之に「いちごドラキュラ」の「いちごネーム」を付与した。
2008年7月、ミス須磨ビーチに選出される。
ゲーム好きが昂じて、『ゲームレコードGP』（MONDO21）に事実上のレギュラーとして出演した（出演した理由も「みんなとファミコンができるから）。番組内で優勝したことはないが、2位に入ることは多く「無冠の女帝」と言われていた。また自宅で他の出演者と共に「合宿」と言う名の練習会を深夜から明け方にかけて行っていた。
プライベート時もファッション的には必ずいちごに関係するアイテムを身に付けている。また、ファミリーコンピュータなどゲーム機のミニチュアをイヤリングとして耳に装着する場合がある。
主催ライブ「苺祭り」の会場は、原宿RUIDO、四谷ライブインマジック、新宿PINK BIG PIGと変遷してきた。PINK BIG PIG においては、月2〜3回のペースで出演者が観客のリクエストに応じてパフォーマンスする「アキバ的自己満足ライブ」、月1回程度のペースでアイドルライブとお笑いライブを融合した「ミニ苺祭り」、さらに「イチトーク」というトークショーも不定期に主催した。2010年末をもってPINK BIG PIGが閉店したため、2011年から「アキバ的自己満足ライブ」はスリーモンキーズカフェ新宿アイランド店を経て、2012年に六本木That's Entertainment SHANK、さらに2014年から麻布十番リトモ・ディ・ブリブリブッスンに会場が移行した。
2011年12月1日放送のテレビ東京「東京都さまぁ〜ZOO」の企画で、「いちご姫withいちごダンサーズ」のユニット名を変更した。大竹一樹演ずる「オランウータン占いの館」のカズコにより、新たに「悲しみいちご商会」と命名された。
2012年6月、一般男性と結婚した。2014年10月21日第一子妊娠を公表。2015年4月7日第一子出産。

## いちごダンサーズ
いちご姫にはライブの時のバックダンサーである「いちごダンサーズ」がいる。ライブ活動においてはダンサーズとともに「悲しみいちご商会」（旧称：「いちご姫withいちごダンサーズ」）として出演することが普通である。通常（東京地区）の「いちごダンサーズ」の他に、「東京ちびいちごダンサーズ」「大阪いちごダンサーズ」「大阪ちびいちごダンサーズ」もいる。初期のダンサーは所属事務所のタレントが務めていたが、後に事実上公募制に移行している。近年のいちごダンサーズはアイドル養成機関としても機能し、ソロ活動のきっかけとしているメンバーもいる。DVD:全国出荷いちご姫で姿を見ることができる「いちごくりぃむ」こと栗山夢衣は、CXめちゃ²イケてるッ!の新メンバーオーディションで最終選考対象者10名に選ばれている（2010年10月9日放送分）。

### いちごダンサーズのメンバー
（）内の名前が、普段の芸名である。
- いちごプリン（旧：いちごパンツ）（青山利恵）
- いちごキャンディー
- いちごもなか（E-☆SIDE AYA, Splash! 彩、迫畠彩）
- いちごあいす（E-☆SIDE ERI, Splash! 絵理、工藤絵理）
- いちごミルフィーユ
- いちごあずき
- いちごすいか（岩崎真奈）
- いちごマロン（夢野磨）
- いちごサンバ
- いちごボンド（旧：いちご塩酸モルヒネ）（メトロポリちゃんV）
- いちごショート（B's Prince 翔）

#### 旧メンバー
- いちご大福
- いちごジャム
- いいちご
- いちごチョコ
- いちごくりぃむ（活動時：桜井桃花）→2007年5月1日、ダンサーズ卒業。現在は栗山夢衣と改名して活動中。
- いちごピザ（山村那央）→2007年7月8日、ダンサーズ卒業。後、芸能界引退。
- いちごワイン（水沢悠）→2008年6月7日、ダンサーズ卒業。
- いちごケェキ（旧：アイベリー）（佐治彩子）→2009年1月30日、ダンサーズ卒業。
- いちごましゅ麿（姫宮みちり）
- いちごパイ（いちごパイを名乗ったダンサーは2名いる）
- いちごキャラメル（野老(ところ)美奈）
- いちごミント（愛川ありさ）
- いちごゼリー（平野麻衣）→2009年8月29日、ダンサーズ卒業。
- いちごむぅす（斉藤知夏）→2009年8月29日、ダンサーズ卒業。後、芸能界引退。
- いちごしょこら（橋本李奈）→2009年11月1日、ダンサーズ卒業。後、芸能界引退。
- いちごラムネ（伊藤優衣→伊藤ゆい, Splash! 優衣, SPACE GIRLS PLANET 伊藤ゆい）→2010年9月12日、ダンサーズ卒業。

### 大阪いちごダンサーズのメンバー
- いちごココナッツ
- いちごマリー
- いちごパイン
- いちご梅干し(おやちあき)

#### 大阪いちごダンサーズの旧メンバー
- いちごプルン（福原リエ）
- いちごスマイル（宰木咲也加）
- いちごかのん
- いちごさっち〜
- いちごもっつ
- いちごアクア
- いちゴースト
- いちごピンク
- いちごうどん（なりきねね）→2009年3月31日、芸能界引退。2010年9月25日、芸能界復帰→引退
- いちごみかん
- いちごいちご
- いちごキティー

### 東京ちびいちごダンサーズのメンバー
- いちごクッキー（星名はる）
- いちごフラワー（紗麗）
- いちごマンゴー（月島メル）
- いちごバニラ（月島アイ）

### 番組企画などによる臨時メンバー
- いちごモンブラン（岡村隆史）
- いちごドラキュラ（矢部浩之）
- いちごヒゲ（中田敦彦（オリエンタルラジオ））
- いちごメガネ（藤森慎吾（オリエンタルラジオ））
- いちごあぶら（レイザーラモンRG）
- いちごぶさいく（ほんこん（蔵野孝洋））
- いちごミルク（島田珠代）
- いちごポッキー（山崎真実）
- いちご大福（近藤春菜（ハリセンボン））
- いちごグチュ（宮川大輔）
- いちごめろん（桜川ひめこ）
- いちごハンター（森崎まみ）
- 腐れいちご（浦えりか）
- いちご薬（美留香）
- いちごカステラ（牧野ステテコ）
- いちごプロテイン（えつ子（アバンギャル'S））
- いちごまつげ（たか子（アバンギャル'S））
- いちごかりんとう（静（サミットクラブ））
- いちご稲荷（ムラコ（サミットクラブ））
- いちごササニシキ（satomi）
- いちごどら焼き（荻上トモ）
- いちごネギらオウ（はるかぜらんらん（noisy））
- いちごボード（成田童夢）
- いちごファミコン（フジタ）

## テレビ
- ガチンコ!「芸能人玉の輿学院」（TBS）
- はなまるマーケット（TBS）
- うたばん（TBS）
- ジャスト（TBS）
- ワンダフル（TBS）
- サタ☆スマ（フジテレビ）
- 山田五郎アワー『新マニア解体新書』 #13「いちごマニア」（MONDO21）
- ゲームレコードGP（MONDO21）
- 体当たり下克上!劇団「アイドル座!」（MONDO21）
- きこうでんみさの“おまいら見るな!!”（GyaOジョッキー）
- ミラクルひかるのくるくるミラクル（GyaOジョッキー）
- 勝利の女神〜3rdSTAGE〜（チバテレビ）
- プライスバラエティ ナンボDEなんぼ（関西テレビ）
- あらびき団（TBS）
- イツザイ（テレビ東京）濱口優女芸人プロデュースオーディション…よしはら久恵とのお笑いコンビ「いちご大福」として。
- イツザイS（テレビ東京）
- 小島×狩野×エスパー3P（TOKYO MX、2010年4月3日）
- 新知識階級 クマグス（TBS、2010年5月20日）- 「珍ドル祭」
- 魔女たちの22時（NTV、2010年10月26日）
- 東京・超人クラブ（あっ!とおどろく放送局、2010年12月16日）
- さんま&岡村の笑う大宇宙!!延長戦スペシャル!!（NTV、2011年9月20日）
- 東京都さまぁ〜ZOO（テレビ東京、2011年12月1日）

## ラジオ
- ナインティナインのオールナイトニッポン（2006年4月13日）
- いちご姫のときめき☆ラジオスクール（エフエム浦和、2009年9月2日〜2009年9月30日 水曜日22:00〜22:55）
- いちご姫とHEY!たくちゃんのTENGUじゃNIGHT（エフエム浦和、2009年10月5日〜 月曜日24:00〜25:00）

## CD
- 1stマキシシングル VERY BERRY STRAWBERRY/2日目のゆううつ（2003年3月15日）
- 2ndマキシシングル いちごの国へ連れてって/国道150号線/いちごのそら（2006年1月5日）
  - 「国道150号線」は、静岡県内を走る国道150号線（別名「いちごロード」）でのドライブを歌にしたもの。
- 3rdマキシシングル おしゃべりぃー/いちごパ・ラ・ダ・イ・ス/LOVEイチゴ/いちご★ラップ
- 4thマキシシングル いちごの気持ち/STRAWBERRY MELODY
- 5thマキシシングル 一期一会
- 6thマキシシングル いちご味
- ベストアルバム ベリーベストロベリー（全11曲）

## ビデオ
- めりぃくりすまチュとろべり〜（北園あきと共演）
- アイドルのお仕事って大変なんですぅ（Vシネマ）

## DVD
- OIL BOMB!!
- NEO GENE NIGHT DVD
- 苺乳〜いちごみるく〜
- L.T.B.Vいちご姫
- 全国出荷いちご姫
- Visual Box vol.4〜ブリーチ☆ザ☆アイドル
- いちご姫
- 水着を着た競泳レースクイーン
- 競泳レースクイーン いちご姫
- COS de Live2
- エロカワダンス Vol.3
- コスエロミックス
- 秋葉スタイル VOL1 （VIRTUAL WAVE）
- 山田五郎アワー 新マニア解体新書 Ver.3
- 熟苺（うれいちご）
- いちごにオカされて…
- 元祖!キャットファイト伝説1
- My Room いちご姫
- 激ヤバレディース限界Tバック

## デジタル写真集
- STRAWBERRY CAFE （電子書店パピレス）